# ムラト・ウマハノフ
ムラト・ウマハノフ （露: Мурад Умаханов、ラテン文字: Mourad Oumakhanov、1977年1月3日 - ）は、ロシアのレスリング選手。ハサヴユルト出身。2000年シドニーオリンピックレスリングフリースタイル63kg級の金メダリストである。

## 実績
- オリンピック
  - 2000年シドニーオリンピック 金メダル
- ヨーロッパ選手権
  - 優勝 2000年
  - 2位 1998年
  - 3位 1997、1999年